# Nick Ross (hockey sur gazon)
Pour les articles homonymes, voir Nick Ross (homonymie).
Nick Ross est un joueur de hockey sur gazon néo-zélandais évoluant au poste de milieu de terrain au Southern Alpiners et avec l'équipe nationale néo-zélandaise.

## Biographie
Nick est né le 26 juillet 1990 à Dunedin.

## Carrière
Il a été appelé en équipe nationale première en 2020 pour concourir aux Jeux olympiques d'été à Tokyo, au Japon.

## Palmarès
- : 2e à la Coupe d'Océanie en 2015
- : 2e à la Coupe d'Océanie en 2017
- : 2e aux Jeux du Commonwealth en 2018
- : 2e à la Coupe d'Océanie en 2019